# Doctorat
Cet article concerne le grade universitaire. Pour le titre universitaire, voir Docteur (titre).
Ne doit pas être confondu avec le Doctorat honoris causa qui est honorifique, ou une Thèse d'exercice qui est une thèse de médecine, dentiste, pharmacie ou médecine vétérinaire.
Ne doit pas être confondu avec Docteur (commedia dell'arte).
Pour les articles homonymes, voir Docteur.
Le doctorat est un diplôme de troisième cycle universitaire, nommé philosophiæ doctor (PhD) dans les pays de langue anglaise. C'est aussi un grade délivré par ce diplôme, et une expérience de recherche. Ce diplôme est délivré par les universités et les établissements d'enseignement supérieur accrédités. Il donne droit au titre de docteur (Dr).
D'autres diplômes, différents, peuvent reprendre ce nom, leur reconnaissance et leur contenu varient selon les pays.
Le troisième cycle universitaire est le cycle universitaire qui suit les premier et deuxième cycles, il est consacré à la recherche. Dans certains pays comme la France, il est différent du troisième cycle d'études de santé en médecine, pharmacie, vétérinaire, et chirurgie dentaire, sanctionné par un diplôme d'État qui ne donne pas le grade de doctorat.
Le grade de doctorat est le grade universitaire le plus élevé reconnu internationalement.
En Europe, une personne inscrite en doctorat dans un établissement d'enseignement supérieur effectue un projet de recherche d'une durée minimum de trois ans. En Belgique et en France, elle est rattachée à une école doctorale de son établissement d'inscription, qui délivrera le diplôme une fois le doctorat soutenu.

## Doctorat: usage du nom
Le doctorat, nommé PhD (abréviation du latin Philosophiæ Doctor) dans les pays de langue anglaise, est l'aboutissement d'un premier travail de recherche scientifique original, suivi de la rédaction d'une thèse de doctorat et de sa soutenance devant un jury académique. Il correspond au standard internationalement reconnu du PhD. En France, le seul diplôme équivalent est nommé diplôme national de doctorat.
Au XXIe siècle, d'autres types de diplômes ou titres usent du terme « doctorat » dans le monde. Leur reconnaissance est variable selon les pays et ils ne doivent donc pas être confondus avec le doctorat :
- un diplôme proposé après le doctorat existe dans certains pays, il est conféré à la suite de la réalisation de plusieurs travaux de recherches au cours d'une carrière de chercheur et peut être nécessaire pour encadrer des équipes de recherche, tel que le doctorat d'État jusqu'en 1984 en France (devenu habilitation à diriger des recherches) ;
- un doctorat d'exercice, nommé dans certains pays doctorat professionnel, peut être obtenu sans demander un travail de recherche. Il permet l'exercice d'une profession, notamment dans les disciplines de la santé (« Doctor of Medicine » (MD), PharmD (en)) ou du droit anglo-saxon (JD). Ce doctorat ne confère pas le grade de Ph D. ou de docteur. Les titulaires de doctorats d'exercice souhaitant poursuivre leur carrière académique doivent préalablement effectuer un doctorat ou un diplôme reconnu comme équivalent après avoir suivi avec succès un parcours de deuxième et de troisième cycle universitaire. En France par exemple, les diplômes d’État de docteur en médecine, ainsi que celui de docteur en pharmacie, de docteur en chirurgie dentaire, ou de docteur vétérinaire, sanctionnent la fin d’un troisième cycle de santé après la soutenance d’une thèse d'exercice, différente d'une thèse de doctorat, mais ne sont pas sanctionnés par le grade de doctorat[1] ;
- le titre de docteur honoris causa, qui est un titre honorifique, et n'est donc pas un diplôme.

Avant le développement du doctorat de recherche existait un doctorat d'érudition et d'éloquence, fondé sur la dispute oratoire.

## Thèse et soutenance

### Appellations
En français, une personne inscrite en doctorat est nommée doctorant ou doctorante, ou jeune chercheur (le terme « thésard » étant considéré comme familier ou péjoratif,).
Aux États-Unis, où le doctorat équivaut aux diplômes de master suivi d'un doctorat en Europe, le doctorant est d'abord nommé PhD student durant le cursus de master puis, après avoir passé les examens, terminé ses cours et passé la sélection d'entrée (équivalente au recrutement en doctorat), il est désigné sous le nom de PhD candidate.
La thèse est le manuscrit produit, et constitue un des livrables du doctorat.
La soutenance est traduite en anglais par PhD defense.
Le directeur de thèse ou directeur doctoral (et parfois la direction de recherche), qu'en anglais on appelle supervisor ou advisor, est l'encadrant qui suit le projet doctoral.
Le doctorat est à la fois une expérience professionnelle de recherche, et un parcours académique diplômant.
Selon les pays et les époques, le doctorat (du latin doctorem, de doctum, supin de docere, enseigner) peut être un grade d'État (cas en Russie, en France à partir de l'époque napoléonienne jusqu'en 1897) ou un grade d'établissement (cas en Amérique du Nord, au Royaume-Uni, en Allemagne, en France avant la Révolution ou après 1984), voire mixte (cas en France de 1897 à 1984 avec la réintroduction progressive du doctorat d'établissement et l'élimination progressive du doctorat d'État), et peut être régi de manière globale, ou par discipline.

### Déroulement général
La durée du doctorat varie selon les pays entre 3 et 5 ans (en moyenne 3 à 4 ans en Europe). Il donne lieu à la rédaction et se termine par la soutenance d'une thèse de doctorat.
La réalisation de ce projet de recherche doctoral s'effectue en général à la suite de l'obtention d'un diplôme de master ou de maîtrise québécoise, ou d'un niveau jugé équivalent, et ne le suit pas nécessairement. Les compétences recherchées étant très spécifiques, le recrutement en doctorat se fait selon des procédures ouvertes, transparentes et comparables à l'échelle internationale (considérant 14 de la Charte européenne du chercheur et du Code de conduite pour le recrutement des chercheurs).
Durant son doctorat, le doctorant mène un projet de recherche encadré par un chercheur confirmé. Il s'agit généralement d'un professeur (ou le titulaire d'une habilitation à diriger des recherches, parfois dénommé doctorat supérieur dans certains pays). Le chercheur encadrant définit, avec le doctorant, le sujet du doctorat et échange régulièrement avec lui pour faire le point sur l'avancée de son projet et lui faire profiter de son expérience.
La thèse se compose d'une partie bibliographique, appelée état de l'art (étude des articles déjà parus sur le sujet ou sur un sujet connexe), qui peut s'accompagner de la rédaction d'une revue de littérature. Elle comprend une partie réflexion théorique et une partie réalisation, qui consiste en un travail original : définition d'une problématique qui est mise à l'épreuve, avec l'établissement d'un protocole et la réalisation éventuelle d'expériences dans les domaines qui le permettent, ou de preuves. Cet enchaînement peut être plus ou moins bien observé selon la nature des travaux de recherche (en termes d'innovation, de domaine d'application, d'un penchant plutôt théorique ou expérimental, etc.). La thèse peut se baser sur une recherche bibliographique, une étude de cas ou une analyse originale sur un sujet. Une thèse d'histoire, par exemple, est la plupart du temps le résultat d'une recherche dans des archives qui n'avaient jusque-là jamais été exploitées accompagnée d'une analyse originale. Dans tous les cas, le doctorat montre la méthodologie scientifique employée tout au long des travaux.

### Préparation
Dans la plupart des pays, la préparation d'un doctorat dure en général 3 à 5 ans (3 à 4 ans en Europe), et peut se prolonger plus longtemps selon les conditions de travail (temps plein ou temps partiel, souvent conditionné par l'existence d'un financement).
Certains pays, comme les États-Unis et l'Australie, autorisent selon les disciplines une inscription en doctorat immédiatement après l'obtention d'un diplôme de premier cycle, c'est-à-dire après seulement trois ans d'étude (appelé baccalauréat ou bachelor dans le système universitaire anglo-saxon ou européen). La durée de préparation d'un doctorat inclut dans ce cas celle d'un niveau master, et peut durer environ cinq ans. Certains pays ont choisi de définir légalement le nombre d'années d'inscription autorisées en doctorat : en France par exemple, la durée normale est fixée par un arrêté publié en 1996 à trois inscriptions en école doctorale (soit trois ans). La réinscription au delà est possible sur dérogation jusqu'à six ans ; dans la pratique, les doctorants qui ne sont pas financés pour leur travail de recherche bénéficient généralement de dérogation.
Une part non négligeable de l'activité de recherche est consacrée à la rédaction d'un mémoire appelé « manuscrit de thèse », « mémoire de thèse » ou encore « thèse de doctorat ». Ce manuscrit doit résumer les recherches, présenter les travaux et synthétiser les nouveaux résultats.

### Soutenance

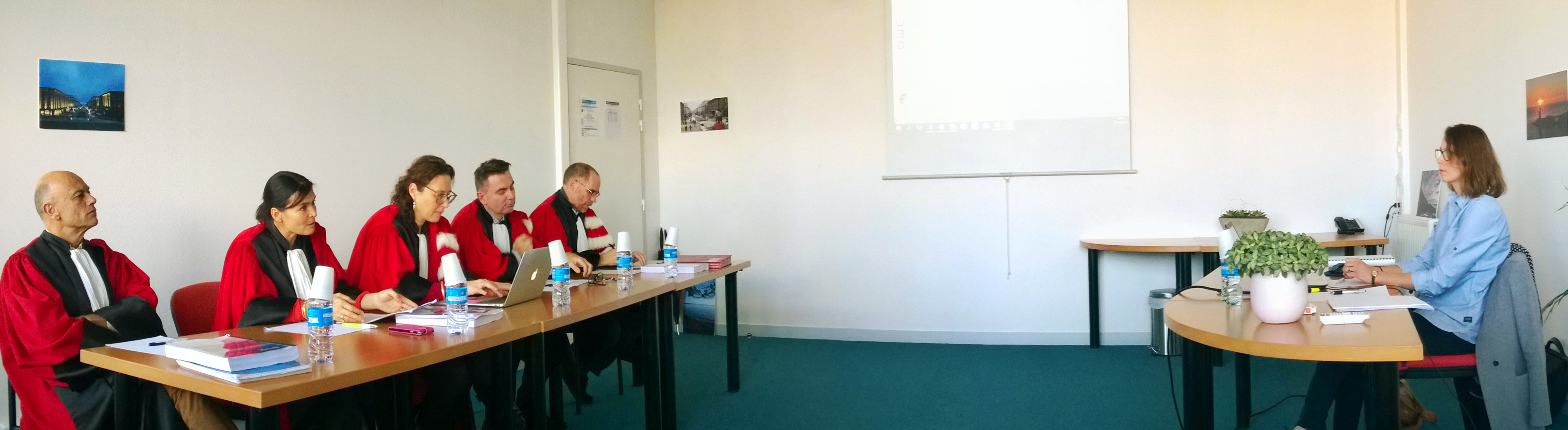
Soutenance de thèse en sciences de gestion à l'université de Bretagne Occidentale (Brest - France), le 29 novembre 2017.

La thèse est soumise à des rapporteurs, qui sont des chercheurs confirmés du sujet sur lequel porte le doctorat et eux-mêmes titulaires d'un doctorat.
Au-delà des articles de recherche soumis aux pairs, l'étape de soutenance doit satisfaire à certains critères qui varient selon les pays.
Le doctorant présente ensuite son travail oralement devant un jury composé de chercheurs confirmés du domaine. Les rapporteurs font en général partie du jury de soutenance. Suivant les pays, les universités ou la discipline, la forme et la durée de la soutenance varient. Dans certains pays comme le Royaume-Uni, la soutenance se résume à une série de questions et réponses entre les rapporteurs et le doctorant, à huis clos. Dans d'autres pays tels que la France, le doctorant doit présenter ses recherches, en public sauf exception, la présentation étant suivie d'un entretien et de questions. En Belgique, on observe la pratique dite de la double soutenance, le doctorant présente une première fois à huis clos et fait face aux questions du jury de manière intense et parfois très longue. À la suite de cette soutenance, a lieu une seconde soutenance en public. Parfois cette dernière fait l'objet d'une adaptation pour mieux vulgariser le contenu.[réf. souhaitée]
La soutenance n'est pas un examen : le directeur de thèse autorise au préalable le dépôt du mémoire et la soutenance et ne le fait que si la thèse est « mûre ». L'autorisation de soutenance est donnée une fois que la personne candidate aura passé les différentes étapes de sélection (soumission d'articles aux pairs, validation du manuscrit par le directeur doctoral, etc.), et le titre de docteur est normalement délivré. Il s'agit donc plutôt d'une reconnaissance de la valeur du travail effectué et d'une intronisation (reconnaissance de la valeur du jeune chercheur par ses pairs). Il arrive exceptionnellement que le titre de docteur soit refusé à l'issue de la soutenance.
Le domaine de la recherche étant un domaine d'innovation, le sujet n'a bien souvent pas ou peu été étudié auparavant : les travaux peuvent ne pas aboutir à des résultats « positifs » ou pratiques. L'enjeu est que le doctorant ait mené une démarche de chercheur et qu'il ait fait progresser les connaissances et la réflexion sur le sujet.

### Cotutelle internationale de doctorat
Il existe la possibilité, pour les doctorants de toutes les spécialités, de réaliser leur doctorat dans deux pays, nommée en France « cotutelle internationale » (article 14 de l'arrêté du 25 mai 2016 sur le doctorat).
Afin d'établir le cadre de la réalisation du doctorat dans les deux pays, l'établissement qui reçoit les frais d'inscription, son encadrement conjoint par deux directeurs de thèse, le financement du travail de recherche, la durée du doctorat, la rédaction de la thèse, les modalités de la soutenance (dont le lieu), et la diplomation dans l'un ou les deux pays, dans le respect des usages des deux établissements, ce dispositif donne en général lieu à la signature d'une convention entre les deux établissements tenant compte des contraintes juridiques et administratives nationales (visa, contractualisation, etc.).
Ainsi, selon le cadre juridique, et le cas échéant les traditions de chaque pays, il est possible de rédiger le mémoire de thèse dans une langue et un résumé long dans la seconde langue, de rédiger deux mémoires chacun dans une langue, ou encore un unique mémoire dans une langue tierce. La soutenance, le plus souvent unique, a lieu selon les mêmes principes, en adoptant les usages de l'un ou l'autre des deux systèmes (par exemple soutenance à huis clos au Royaume-Uni ou publique en France) par convention entre les deux établissements.
La principale difficulté pour une cotutelle internationale réside en général dans le choix d'un mode de rédaction et de présentation compatible avec deux systèmes juridiques. La cotutelle permet à la fois les échanges entre les laboratoires et facultés ou universités de plusieurs pays et la mobilité des chercheurs. Elle permet aussi au jeune docteur de faire reconnaître son travail dans deux pays.

### Statut du doctorant
Les doctorants sont reconnus comme des professionnels de la recherche dans de nombreux pays, et à ce titre doivent percevoir pour leur travail un salaire qui leur permette de vivre et les moyens de travailler.
En général, le doctorant doit s'inscrire dans un établissement accrédité pour délivrer le diplôme de doctorat et a donc le statut d'étudiant. Le projet doctoral peut suivre immédiatement la fin du parcours académique ou faire suite à une première expérience professionnelle.
Dans le cadre de son activité de recherche, et selon la législation de son pays, le statut doctorant peut être celui de salarié rémunéré pour son travail de recherche, d’étudiant soutenu par une aide financière ou même parfois d'étudiant non rémunéré.
Lorsqu'il est rémunéré par un laboratoire ou une entreprise pour réaliser des travaux de recherche relatifs à son doctorat, le doctorant est donc chercheur salarié et étudiant, de la même manière qu'un chercheur qui s'inscrit pour passer son habilitation à diriger des recherches en France.
L'activité de recherche peut, selon les législations, être complétée par une activité complémentaire, dans le cadre d'un contrat de travail ou pas. Les activités associées à un projet doctoral sont généralement associées aux compétences développées en doctorat, les plus communes sont l'enseignement, l'expertise, la valorisation de la recherche et la diffusion de l'information scientifiques et technique.
Plusieurs contrats de doctorat permettent d'intégrer ces activités complémentaires : le contrat doctoral en France, qui peut intégrer de telles activités et leur rémunération, et dont le financement peut venir du bénéficiaire de l'activité complémentaire, les contrats de la DGA en France, les programmes-cadres de l'Union européenne ou encore les projets DARPA aux États-Unis.
Dans le cas où les doctorants ne sont pas rémunérés pour leur travail de recherche, il leur faut alors trouver un second travail qui leur permette de continuer leur activité de recherche. Cette précarité augmente le risque d'abandon.

## Publication de la thèse

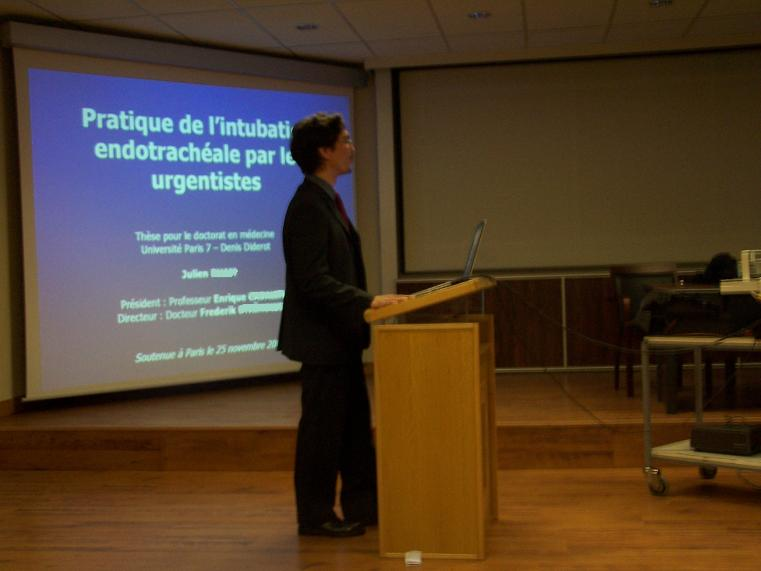
Soutenance d'une thèse de médecine.

Une fois la thèse soutenue, elle est publiée afin qu'elle puisse être accessible au plus grand nombre, tant pour la promotion du docteur que pour participer aux développements et aux réflexions scientifiques du domaine dans lequel a été mené le doctorat.

### Dépôt légal
Dans de nombreux pays, la thèse en tant qu’ouvrage est soumise à une obligation d'enregistrement ou d'archivage. En France ou au Canada par exemple, la thèse est soumise au dépôt légal. Au Royaume-Uni et en Irlande, c'est la British Library qui conserve les mémoires de thèses depuis 1716, mais cet archivage est coutumier.
Dans certains pays, le jury peut demander l'introduction de corrections dans la thèse. La thèse peut ensuite être publiée totalement, partiellement ou pas du tout selon les éventuelles contraintes liées à l'employeur.

### Édition classique des thèses
Certaines thèses donnent lieu à une édition chez un éditeur. Dans ce cas, l’ouvrage publié ne correspond presque jamais à la version canonique de la thèse mais à une version allégée et réécrite afin d’être accessible à un plus large public que celui des chercheurs.

### Édition électronique des thèses
Le développement des archives ouvertes englobe la diffusion électronique des thèses. La thèse est un élément important de la communication scientifique ouverte, libre et directe. Plusieurs programmes de diffusion électronique des thèses ont vu le jour. Le précurseur au niveau international est The Networked Digital Library of Theses and Dissertations (NDLTD), programme de diffusion électronique des thèses en langue anglaise. Au niveau francophone, le premier projet est le projet intitulé Cyberthèses à ses débuts en 1998, devenus Cyberdocs en 2002. Ce projet regroupe les universités de Lyon 2, Montréal, Bamako et plus tard Santiago du Chili. Au niveau français, l’université Lyon 2 est la première université à avoir mis en place un circuit institutionnel de diffusion de ses thèses électroniques, et à diffuser l’intégralité de ses thèses en format XML, pérenne et interopérable, pour les thèses soutenues depuis 98, et en format PDF pour les anciennes thèses. Elle encadre donc la diffusion de la thèse et garantit son intégrité. Quelques autres universités utilisent Cyberdocs pour diffuser leurs thèses. Il existe un portail francophone qui référence toutes les thèses diffusées en respectant le protocole OAI-Pmh (Open Archives Initiative Protocol for Metadata Harvesting). Chaque pays peut aussi gérer son annuaire des thèses, tel que TEL en France (Thèses-en-Ligne), et l’agence bibliographique de l'enseignement supérieur (ABES) et son dépôt électronique des thèses STAR.
Pour la diffusion en ligne dans les projets cités ci-dessus, l’auteur reste en général titulaire de l’intégralité de ses droits d’auteur et sa thèse est protégée par un accord contractuel soit par un copyright, soit par un système de droits tels que les Creative Commons.

## Reconnaissance et titre de docteur

### Reconnaissance du doctorat
Le caractère international des carrières des titulaires de doctorat a fait émerger le besoin de reconnaître les diplômes équivalents au doctorat, en particulier au sein des pays et communautés de pays ayant une politique de recherche.
Le programme de recherche de la Communauté européenne impose que les porteurs de projet ERC détiennent un doctorat parmi une liste de diplômes publiée, ce même si celle-ci se fait nommer « docteur ». Parmi cette liste figurent les diplômes délivrés aux États-Unis et figurant dans la liste de la NSF.
Le U.S. Department of Education International Affairs Office a aussi établi une liste des doctorats de recherche délivrés aux États-Unis et reconnus comme équivalents au PhD.

### Titre de docteur
Historiquement et ce depuis la tradition médiévale européenne de la théologie qui possédait ses premiers docteurs, le titulaire du titre de « docteur » est une personne habilitée à produire des idées et à les répandre ainsi que celles de ses collègues, comme Galilée pour Copernic et Kepler, dans le débat sur la théorie héliocentrique[réf. nécessaire].
Dans la plupart des pays, les chercheurs sont des docteurs, c'est-à-dire des titulaires d'un doctorat ; au Québec, on dit aussi Philosophiæ doctor, (abrégé PhD), tout comme dans les pays anglo-saxons (on parle alors de Doctor of Philosophy, philosophie dans son sens vieilli et plus large de « science », comme à la Renaissance). D'autres abréviations existent (par exemple : Ed.D. pour Docteur en éducation/Doctor of Education, D.A. pour Docteur ès arts/Doctor of Arts, etc., voir ci-dessous). Dans les pays de langue anglaise majoritairement, mais aussi ailleurs, tout titulaire d'un doctorat porte le titre de docteur et porte le préfixe « Dr ». Au Québec, l’utilisation du terme docteur placé avant le nom et suivi du titre réservé est autorisée aux membres d’un ordre professionnel ; le titre de docteur peut être utilisé après le nom pour toute personne qui détient un diplôme de doctorat pour autant que l’on spécifie le domaine d’obtention du diplôme.
En France, le diplôme national de doctorat donne le titre de docteur, et « Les titulaires du diplôme national de doctorat peuvent faire usage du titre de docteur dans tout emploi et en toute circonstance. » Cette formulation est en vigueur depuis la loi no 2020-1674 du 24 décembre 2020. Il a longtemps été d'usage que seuls les docteurs en médecine, chirurgie dentaire, pharmacie et médecine vétérinaire portent leur titre, bien que les diplômes d'État correspondants ne confèrent plus le grade universitaire de doctorat,. Les médecins doivent mentionner leur spécialité sur leurs ordonnances et autres documents professionnels.
L'analyse comparative de la France et des autres pays de l'OCDE, qui enregistrent des taux de chômage des docteurs très faibles, montre que cette situation n'est pas due à une surproduction de diplômés. En France, malgré le développement des emplois en entreprise, c'est surtout le sous-investissement en recherche-développement du secteur privé et, dans une moindre mesure, la préférence donnée aux ingénieurs pour les postes de recherche qui pèsent sur l'insertion professionnelle des titulaires de doctorats. Cette situation est cependant en cours d'évolution, comme en témoigne la création récente de cabinets de recrutement spécialisés dans l'emploi et le recrutement des docteurs.
En Allemagne, le docteur n'a le droit de porter son grade qu'une fois qu'il a publié sa thèse (la publication peut se faire en ligne sur Internet, ou alors de façon plus classique sur papier). En revanche, une fois que cette étape est passée, si la personne le veut, le grade peut être ajouté à son nom de famille, même sur ses papiers d'identité, sans toutefois devenir partie de son état civil.
En Suisse, les titulaires d'un doctorat disposent d'une bonne capacité d'intégration sur le marché du travail non académique. Dans un rapport publié en 2007, le taux d'activité des docteurs était de 96,5 % un an après l'obtention de leur diplôme. Ce même rapport indique que le doctorat peut constituer une voie d'accès à une fonction dirigeante, notamment à un poste de cadre moyen ou supérieur. Ainsi, 42 % des titulaires d'un doctorat occupent une position dirigeante, contre seulement 15 % des titulaires d'un diplôme.

## Le doctorat dans le monde

### Afrique

#### Maroc
Le grade est le Doctorat (دكتوراه); le titulaire est un Docteur (دكتور). La charte de la thèse de doctorat de l'Université Mohammed V-Souissi (Rabat), indique par exemple :
« Article premier : Définition de la thèse
Une thèse de doctorat est à la fois :
- un exercice académique validé par l’obtention d’un grade universitaire ;
- un document riche d’informations scientifiques originales ;
- l’aboutissement d’un travail de recherche.

Elle doit s’inscrire dans le cadre d’un projet professionnel clairement défini. »
Elle indique également :
« Caractère original de la thèse
- La thèse de doctorat doit consister en un travail de recherche original portant sur un sujet n’ayant jamais été traité auparavant et dont les résultats constituent un apport indéniable à la connaissance scientifique.
- Le doctorant et le directeur de thèse sont tenus de s’assurer, après consultation de la liste des thèses en cours et des thèses soutenues, du caractère original du sujet au moment du choix de celui-ci. »

En ce qui concerne les publications :
«  Article 8 : Publication et valorisation de la thèse
- Toute recherche en vue de la préparation d’une thèse de doctorat doit donner lieu avant sa soutenance à la publication d’au moins deux (2) articles dans des revues indexées dans une base de données internationale. »

Pour la soutenance et l'attribution du diplôme :
« Admission ou ajournement de la thèse :
- L’admission ou l’ajournement de la thèse est prononcé après délibération du jury. Le président du jury établit un rapport de soutenance signé par l’ensemble des membres du jury. En cas d’admission, le rapport de soutenance comporte l’une des mentions suivantes : Honorable ou Très Honorable. »

« Attribution du diplôme de doctorat :
- Le diplôme de doctorat est délivré par l’établissement de domiciliation du CEDoc et signé par le président de l’université. Sur le diplôme, figurent le nom du Centre d’Études Doctorales, le titre de la thèse, la spécialité ainsi que les noms, titres et grades des membres de jury.
- Le diplôme comporte l’une des mentions suivantes : Honorable ou Très Honorable »

### Amérique (PhD)
Philosophiæ doctor (ou doctor philosophiæ ; abrégé PhD ou Ph.D. ; littéralement « docteur en philosophie ») est, dans les systèmes universitaires anglophones et québécois, l'intitulé le plus courant du diplôme de doctorat de recherche.

#### États-Unis

##### Histoire
L'intitulé du PhD est popularisé au XIXe siècle par l’université Friedrich-Wilhelm de Berlin, qui l’utilise comme titre sanctionnant le travail de recherche original d'un jeune chercheur, dans les sciences ou les lettres. Le terme se répand aussitôt dans tout l'espace germanophone et nordique. Il s'oppose aux doctorats conférés à des chercheurs plus âgés déjà reconnus, ou aux doctorats honorifiques.
L'intitulé est adopté aux États-Unis, à l’université Yale en 1861 et à l’université Harvard en 1872. Il se répand ensuite au Canada et au Royaume-Uni.
Le PhD est le plus commun des doctorats de recherche aux États-Unis, mais il y a beaucoup d'autres diplômes nommés doctorat. Le terme philosophie est utilisé dans son sens antérieur au XXe siècle, tel qu'il a été répandu par les universités allemandes, et désigne ici l'étude générale des connaissances.

##### Organisation
La durée d'obtention d'un doctorat en recherche varie considérablement : aux États-Unis et au Royaume-Uni, le minimum requis est de 3 ans[réf. nécessaire] après l'obtention d'un premier cycle (bachelor's degree) ou d'une maîtrise (master's degree) (attention de ne pas confondre avec les degrés homonymes français). La plupart des candidats y consacrent bien plus longtemps.
Le programme doctoral peut commencer dès l'obtention du grade de baccalauréat (baccalaureate ou bachelor's degree) (environ quatre années d'études soit le niveau d'un diplôme universitaire de premier cycle). La première partie de ce cursus comprend le suivi de cours et la réussite à un certain nombre d'examens, durant 1 à 3 ans. L'étudiant est alors désigné sous le terme de PhD student. Au terme de cette première période (correspondant à un diplôme universitaire de deuxième cycle), l'étudiant devient un candidat au doctorat (en anglais PhD candidate, ou doctoral candidate). Puis, après une période de participation à des séminaires, le candidat choisit un sujet de doctorat et commence réellement son activité de recherche durant quatre à cinq ans. Le doctorat est en moyenne obtenu 7 ans après le grade de baccalauréat. Le doctorant peut également obtenir un master en cours de préparation du doctorat.
Un PhD est requis pour faire une carrière de recherche, mais c'est récent. Les « anciens » doctorats (appelés maintenant Higher Doctorates) prenaient des années, du fait que les candidats devaient montrer qu'ils étaient experts (« leader ») dans leur domaine. Ces doctorats sont de plus en plus rares.
Les titulaires de PhD peuvent encadrer des travaux de doctorat.

#### Canada
Le troisième cycle universitaire canadien comprend habituellement le Doctorat.
Le doctorat dure entre trois et onze ans et permet au jeune chercheur d'accéder au titre de docteur (principalement le Ph.D. mais aussi le D.Psy. par exemple pour les psychologues cliniciens). Au Canada il existe des doctorats de 3e cycle comme le PhD et qui peut se décerner dans la plupart des disciplines. Il existe aussi des doctorats de 1er cycle dans les sciences de la santé (MD pour médecine, DMD pour médecine dentaire, OD pour optométrie). Enfin, il existe un cas particulier pour le doctorat d'exercice en psychologie dont l'abréviation est DPsy ou DPs, ce diplôme est un doctorat en sciences de la santé mais de 3e cycle. Ce diplôme possède une abréviation différente car contrairement aux autres PhD, celui-ci est indispensable à l'exercice d'une profession (tout comme le sont les doctorats de 1er cycle).

#### États-Unis
Le diplôme de troisième cycle américain se nomme le doctorate
Une liste des diplômes de doctorats de recherche est publiée par le U.S. Department of Education International Affairs Office, qui y précise les États-Unis ne réglementent pas les doctorats et n'en tiennent pas à jour une liste officielle.

##### Confusion linguistique
Le PhD implique le plus souvent la rédaction et la soutenance devant jury d'une thèse. Or, en anglais nord-américain, le terme de « thesis » désigne aussi le mémoire de maitrise, généralement réalisé dans le cadre d'un « Master's degree », appelé « maîtrise » en français canadien. Cela porte à confusion avec le terme « thèse » qui, en français, désigne par défaut une thèse de doctorat.

##### Titres délivrés aux États-Unis équivalents auPhD[22]
- Doctor of Arts (DA)
- Doctor of Business Administration (DBA)
- Doctor of Canon Law (JCD/DCL)
- Doctor of Design (DDes)
- Doctor of Education (EdD)
- Doctor of Engineering/Engineering Science (DEng/DESc/DES)
- Doctor of Fine Arts (DFA)
- Doctor of Hebrew Literature/Letters (DHL)
- Doctor of Juridical Science (JSD/SJD)
- Doctor of Musical Arts/Music Arts (DMA)
- Doctor of Musical Education (DME)
- Doctor of Nursing Science (DNSc)
- Doctor of Philosophy (PhD)
- Doctor of Public Health (DPH)
- Doctor of Sacred Theology (STD)
- Doctor of Science (DSc/ScD)
- Doctor of Theology (ThD)

#### Brésil
Au Brésil le cadre réglementaire concernant les cotutelles ne porte que sur certains aspects de ce type de doctorat, et donc les facultés, professeurs et doctorants bénéficient d'un certain niveau de liberté pour prendre des décisions à leur convenance. Les candidats doivent être acceptés par un co-directeur de thèse dans une université étrangère (pour les doctorants brésiliens), ou dans une université brésilienne (pour les doctorants étrangers). Il n'y a pas de date limite pour la signature de la convention, même s'il est conseillé de le faire au cours de la première année. En raison d'une décision du Conseil National de l Éducation brésilien, les soutenances de thèse encadrées en partenariat sont toujours au Brésil.

### Europe

#### Allemagne
Le grade de Doktor est généralement indiqué par une abréviation latine fonction de la discipline.
Ainsi, les disciplines traditionnelles d'origine médiévale s'abrègent-elles ainsi :
- Dr phil. (Doctor philosophiæ) pour la philosophie et les lettres ;
- Dr rer. nat. (Doctor rerum naturalium) pour les sciences naturelles ;
- Dr med. (Doctor medicinæ) pour la médecine ;
- Dr iur. (Doctor iuris) pour le droit ;
- Dr theol. (Doctor theologiæ) pour la théologie.

Il existe ou a existé par ailleurs d'autres grades, chaque université ayant la liberté de créer ceux qu'elle souhaite, tel par exemple :
- Dr iur. utr. (Doctor iuris utriusque, docteur en droit des deux sortes) pour un doctorat mixte de droit civil et droit canonique

et certaines universités d'ailleurs ont créé de nouvelles abréviations pour de nouvelles disciplines, typiquement certaines sciences humaines :
- Dr rer. pol. (Doctor rerum politicarum) pour les sciences économiques,
- Dr rer. soc. (Doctor rerum socialium) pour les sciences sociales.

Une abréviation spécifique existe pour le grade de docteur-ingénieur, créé en 1899 : Dr-Ing. (Doktor-Ingenieur).

#### Belgique
À la suite du processus de Bologne (entré en application l'année académique 2005-2006), un doctorat désigne en Belgique le diplôme de troisième cycle universitaire, sanctionnant une expérience de recherche. Pour avoir accès au doctorat, il faut détenir un master (formation de minimum 300 crédits ECTS (i.e. minimum cinq ans).
Des financements existent pour rémunérer les doctorants, sous le nom de bourses. Contrairement à la France, ce terme désigne un salaire incluant une couverture sociale et ne désigne donc pas une libéralité.
La durée du doctorat est de minimum trois ans mais est généralement de quatre ans (si le doctorant a obtenu une bourse), ou de six ans (si le doctorant obtient un poste d'assistant à l'université, où il ne travaille qu'à mi-temps sur son doctorat),, renouvelable un an, voire deux ans si justifié. Le doctorat commence par une formation doctorale qui consiste à réussir soixante ECTS (i.e. un an minimum) de cours d'approfondissement en rapport avec le doctorat et en parallèle entame cette dernière. Ensuite, le doctorant a trois ans (en cas de bourse) ou six ans (si le doctorant occupe un poste d'assistant à l'université) pour réaliser son doctorat. Il est fréquent que les doctorants soient en outre chargés de donner des travaux pratiques à des étudiants en bachelier ou master.
En outre, le doctorant doit soutenir un doctorat en une ou deux étapes. Soit une seule défense publique devant un jury de cinq professeurs et un public, soit d'abord une défense privée réalisée par devant le jury d'un minimum de cinq Professeurs, puis la soutenance publique, à laquelle peut participer un public, autre que le jury. Le diplôme d'études approfondies DEA, précédemment de troisième cycle, fut remplacé par le « master à finalité approfondie », en deuxième cycle ou le « master à finalité spécialisée » complémentaire (voir master).
En somme, il faut compter au minimum neuf ans d'étude (bachelier en 3 ans, master en 2 ans, doctorat en 4 à 7 ans) avant de pouvoir occuper un poste de chercheur permanent en Belgique.

#### France
En France, le doctorat est un grade national dont la réglementation est fixée par arrêté ministériel. Pour préparer le doctorat, il est nécessaire d'avoir le diplôme de master ou un autre diplôme conférant le grade de master, que l'on obtient généralement en cinq années d'études après le baccalauréat (épreuves clôturant la scolarité et permettant l'entrée dans les études supérieures). Un grade de master permet aussi d'y accéder dans le cas où la formation ou l'expérience professionnelle établit une aptitude à la recherche.
Le temps de référence légal d’un doctorat est de trois années à temps plein et est défini par arrêté. À partir de la troisième année, la réinscription se fait après avis d'un comité de suivi. Les contrats de travail pour doctorants sont généralement d'une durée de trois années pour correspondre au temps de référence légal. Le contrat le plus répandu est le contrat doctoral.
Une fois docteur, l'impétrant peut porter une robe avec simarre portant l'épitoge de la couleur de sa discipline à trois rangs d'hermine correspondant à son grade et dont plusieurs tableaux témoignent (ex. : La soutenance)[réf. nécessaire]. Cet usage a été largement abandonné après 1968 ; il persiste de nos jours pour des collations de doctorat particulièrement solennelles telles que les collations de doctorats honoris causa et les cérémonies de remise de doctorat.
Une fois la proclamation des résultats faite et le grade de docteur décerné verbalement, le président du jury peut alors accrocher l'épitoge à trois rangs (bac, licence et doctorat) sur l'épaule gauche de la simarre du candidat. De manière symbolique, certaines universités attribuent au nouveau docteur une épitoge miniature, portée à la boutonnière durant la réception suivant la soutenance.
Selon le code de l'éducation, le troisième cycle est une formation par la recherche qui comporte, dans le cadre de formations doctorales, la réalisation individuelle ou collective de travaux originaux. Elles constituent une expérience professionnelle de recherche, sanctionnée, après soutenance de thèse, par la collation du grade de docteur.
Ces formations doctorales sont organisées en étroite liaison avec des laboratoires ou équipes de recherche dont la qualité est reconnue par une évaluation nationale périodique. Elles prennent en compte les besoins de la politique nationale de recherche et d'innovation et comportent une ouverture internationale.
Après un doctorat, l'habilitation à diriger des recherches permet au titulaire d'encadrer des jeunes chercheurs. Elle permet également d'être candidat pour accéder au corps des professeurs des universités.
Avant la réforme LMD (2003), plusieurs diplômes faisaient partie du troisième cycle : DEA, DESS, Doctorat, Doctorat d'État, Doctorat de troisième cycle, diplôme de docteur ingénieur, Diplôme de recherche et de technologie, Magistère, Mastère spécialisé, etc.
Certaines « grandes écoles » françaises délivrent des formations payantes de niveau Bac+8 nommée « PhD », et parfois accréditées par l'AACSB. Celles-ci ne sont toutefois pas reconnues par le Ministère de l'Enseignement supérieur et de la recherche, et seul le doctorat est reconnu comme équivalent au PhD délivré aux États-Unis.

#### Suisse
Le titre de docteur s'obtient après la rédaction et la soutenance d'une thèse de doctorat. Le doctorat en Suisse dure trois à cinq ans selon la spécialisation. Les titulaires d'une ancienne licence (équivalente au master), d'un DEA ou d'un master peuvent être admissibles à un doctorat.

#### Autres pays européens
Dans beaucoup de pays d'Europe (Belgique, Finlande, Grèce, Islande, Italie, Lettonie, Pays-Bas, Pologne, Suède, etc.), la durée du doctorat est généralement de quatre années minimum.
Au Danemark, avant 1988, il existait un seul doctorat qui était un grade obtenu après de longues années de recherche. Le grade correspondant à trois ou quatre ans de recherche était la licence. En 1988, cette licence de recherche a été rebaptisée « PhD ». Le « haut » doctorat existe cependant toujours.
En CEI, le doctorat (grade de Доктор) correspond, comme au Danemark, à un « haut » doctorat, obtenu après de nombreuses années de recherches et permettant de devenir professeur dans une université (cf. docteur ès sciences). La candidature (grade de candidat ès sciences) correspond lui au PhD des pays anglophones ou au doctorat français et demande au moins trois ans de recherche.
En Estonie le doctorat est le doktorikraad.
En Finlande le doctorat est le grade de tohtori (en finnois) ou de doktor en suédois.
En Grèce le doctorat est appelé διδακτορικό δίπλωμα / didaktorikó díploma) ou διδακτορική διατριβή / didaktorikí diatriví. La durée de préparation est généralement de quatre à six ans. Une fois le doctorat fini, le candidat soutient sa thèse devant un comité, composé, la plupart du temps, de trois examinateurs.
En Hongrie le doctorat est appelé doktori oklevél.
En Italie, avant 1980, il n'existe pas de véritable doctorat. La laurea, obtenue vers 23 ans après quatre à six ans d'études supérieures, donne cependant le titre de docteur (dottore). En 1980, a été mis en place le doctorat de recherche (grade de dottore di ricerca).
En Lettonie, le doctorat est le grade de Doktors. Depuis le 1er janvier 2000, un seul type de grade Doktors est instauré. Avant la préparation du doctorat il est nécessaire d'obtenir le niveau master (en letton : Maģistrs). À l'issue du cursus on soutient publiquement une thèse (en letton : Disertācija) qu'on prépare pendant quatre ans soit tout en suivant le cursus d'études soit lors de travail de recherche indépendant dans un laboratoire de recherche reconnu ou au sein de l'établissement de l'enseignement supérieur. Le grade Doktors est attribué par le Conseil de promotion de l'Académie des sciences de Lettonie,.
En Lituanie, le doctorat est le daktaro diplomas.
Aux Pays-Bas, le doctorat (grade de doctor) est préparé généralement en quatre ans après l'obtention du grade de doctorandus.
Le doctorat en Pologne est le doktorat.
Au Royaume-Uni, certaines universités dont l'université d'York, l'université d'Oxford et l'université de Sussex utilisent « D. Phil. » pour désigner un PhD.
Le doctorat d'État en Russie est le doctorat ès sciences (доктор наук, doktor naouk), précédé du titre de candidat ès sciences  (кандидат наук, kandidat naouk). Le doctorat du système universitaire occidental est plus proche de ce dernier titre. Celui de docteur ès sciences est réservé à un chercheur ayant apporté une contribution significative à son domaine de recherche, étayée par un plus grand nombre de publications. De ce fait le titre de docteur ès sciences se rapproche de l'habilitation universitaire des pays germaniques et de l'habilitation à diriger des recherches française.
Le doctorat en Slovénie est le doktorat. 
En Suède, le plus courant des doctorats est le grade de filosofie doktor.